# Саксолово
Саксолово (фин. Saksala) — деревня в Виллозском городском поселении Ломоносовского района Ленинградской области.

## История
На «Топографической карте окрестностей Санкт-Петербурга» Военно-топографического депо Главного штаба 1817 года упомянута деревня Саксолово, состоящая из 6 крестьянских дворов.
На карте Санкт-Петербургской губернии Ф. Ф. Шуберта 1834 года она обозначена как деревня Сакса.

ЛАКИВАЛА — деревня принадлежит Ведомству красносельской удельной конторы, число жителей по ревизии: 45 м. п., 41 ж. п. (1838 год)

В пояснительном тексте к этнографической карте Санкт-Петербургской губернии П. И. Кёппена 1849 года она записана как деревня Lokowala (Лаковала) и указано количество её жителей на 1848 год: савакотов — 2 м. п., 7 ж. п., всего 9 человек, эурямёйсет — 37 м. п., 45 ж. п., всего 82 человека.
На карте профессора С. С. Куторги 1852 года она также отмечена как деревня Лаковала.

ЛИКОВАЛА — деревня Красносельского удельного имения, по почтовому тракту, число дворов — 18, число душ — 42 м. п. (1856 год)

Согласно «Топографической карте частей Санкт-Петербургской и Выборгской губерний» в 1860 году деревня называлась Сакса и насчитывала 7 крестьянских дворов. Смежно с ней располагалась деревня Раскина, вместе они назывались — Лаковала.

САКСОЛОВО — деревня удельная при колодце, число дворов — 6, число жителей: 17 м. п., 17 ж. п.. (1862 год)

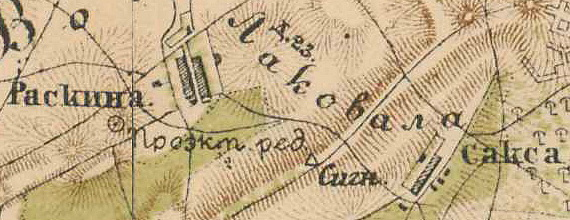
Деревня Саксолово (Сакса) на карте 1885 года

В 1885 году деревня Лаковала, состоящая из двух смежных деревень Сакса и Раскина, насчитывала 23 двора.
В конце XIX — начале XX века деревня административно относилась к Дудергофской волости 3-го стана Царскосельского уезда Санкт-Петербургской губернии. По приходским данным население деревни было исключительно финским.
По данным «Памятной книжки Санкт-Петербургской губернии» за 1905 год деревня называлась Лаковала (Саксало).
К 1913 году количество дворов в деревне Лаковала (Сакса и Раскина) увеличилось до 35.
Согласно данным переписи населения СССР 1926 года в деревне Саксала Лаголовского сельсовета Красносельской волости Троцкого уезда проживали 86 человек — все финны, кроме двух русских семей.
По данным 1933 года деревня Саксолово входила в состав Дудергофского финского национального сельсовета Ленинградского Пригородного района.

План деревни Саксолово. 1939 год

Согласно топографической карте 1939 года деревня насчитывала 22 двора.
По данным 1966, 1973 и 1990 годов деревня Саксолово входила в состав Горского сельсовета.
В 1997 году в деревне Саксолово Горской волости проживали 3 человека, в 2002 году — 4 человека (русские — 50 %, финны — 50 %), в 2007 году — 1.

## География
Деревня расположена в юго-восточной части района на автодороге 41К-632 (Виллози — Аропаккузи), к югу от административного центра поселения деревни Виллози.
Расстояние до административного центра поселения — 3 км.
Расстояние до ближайшей железнодорожной станции Дудергоф — 3 км.

## Демография
| 1862 | 2002 | 2007 | 2010 | 2017 |
| ---- | ---- | ---- | ---- | ---- |
| 34   | ↘4   | ↘1   | ↗6   | ↗8   |

## Улицы
Восточная, Луговая, Малый переулок, Радужный переулок, Светлая, Тупиковый переулок, Центральная.